# Red Bull RB7
O Red Bull RB7 foi o modelo de carro de corrida da equipe Red Bull Racing para a temporada de  2011 de Fórmula 1 e teve como condutores o alemão Sebastian Vettel e o australiano Mark Webber. O carro se mostrou uma evolução do seu antecessor RB6, que se mostrava rápido em pistas lentas mas que ainda sofria problemas de durabilidade. A utilização dos gases do escapamento do carro para ganho de força aerodinâmica foi a principal técnica que garantiu o grande desempenho da RB7 sobre os concorrentes, o que levou a Sebastian Vettel se sagrar campeão antecipadamente na temporada de 2011.

## Resultados[1]
(legenda) (em negrito indica pole position e itálico volta mais rápida)
| Ano  | Chassis | Motor                | Pneus | N° | Pilotos           | 1   | 2   | 3   | 4   | 5   | 6   | 7   | 8   | 9   | 10  | 11  | 12  | 13  | 14  | 15  | 16  | 17  | 18  | 19  | Pontos | Posição |  |
| ---- | ------- | -------------------- | ----- | -- | ----------------- | --- | --- | --- | --- | --- | --- | --- | --- | --- | --- | --- | --- | --- | --- | --- | --- | --- | --- | --- | ------ | ------- |  |
|      |         |                      |       |    |                   |     |     |     |     |     |     |     |     |     |     |     |     |     |     |     |     |     |     |     |        |         |  |
|      |         |                      |       |    |                   | AUS | MAL | CHN | TUR | ESP | MON | CAN | EUR | GBR | GER | HUN | BEL | ITA | SIN | JPN | KOR | IND | ABD | BRA |        |         |  |
| 2011 | RB7     | Renault RS27-2011 V8 | P     | 1  | Sebastian Vettel* | 1   | 1   | 2   | 1   | 1   | 1   | 2   | 1   | 2   | 4   | 2   | 1   | 1   | 1   | 3*  | 1   | 1   | Ret | 2   | 650*   | 1º      |  |
| 2011 | RB7     | Renault RS27-2011 V8 | P     | 2  | Mark Webber       | 5   | 4   | 3   | 2   | 4   | 4   | 3   | 3   | 3   | 3   | 5   | 2   | Ret | 3   | 4   | 3   | 4   | 4   | 1   | 650*   | 1º      |  |

* Campeão da temporada.